# Еду (фудбалер, 1978)
Едуардо Сезар Дауд Гаспар (порт. Eduardo César Daud Gaspar; Сао Пауло, 16. мај 1978), познатији као Еду и Еду Гаспар, бивши је бразилски фудбалер који је играо на позицији везног играча. Тренутно обавља функцију спортског директора Арсенала.
Каријеру је почео у Коринтијансу, са којим је за три године освојио две титуле првака Бразила. Године 2001. постао је играч Арсенала. Током сезоне 2003/04, када је Арсенал освојио титулу без пораза, Еду је забележио 30 наступа. Током те сезоне одиграо је 100. утакмицу за Арсенал. Такође је освојио два ФА купа. У мају 2005. године постао је члан Валенсије где је провео четири сезоне. Каријеру је завршио у матичном Коринтијансу.
У јулу 2019. године постао је технички директор Арсенала, а три године касније спортски директор.

## Трофеји

### Клупски
Коринтијанс
- Серија А Бразила: 1998, 1999.
- Светско клупско првенство: 2000.

Арсенал
- Премијер лига: 2003/04.[3]
- ФА куп: 2001/02, 2004/05.
- ФА Комјунити шилд: 2002.

Валенсија
- Куп Шпаније: 2007/08.

### Репрезентативни
Бразил
- Куп конфедерација: 2005.
- Копа Америка: 2004.

### Индивидуални
- Играч месеца Премијер лиге: фебруар 2004.[3]